# Keum Ji-hyeon
Dans ce nom coréen, le nom de famille, Keum, précède le nom personnel.
Keum Ji-hyeon, née le 17 mars 2000, est une tireuse sportive sud-coréenne. Elle remporte la médaille d'argent en carabine à 10 m air comprimé mixte lors des Jeux de 2024.

## Carrière
En 2019, elle remporte la médaille d'or en tir à la carabine à 10 m air comprimé mixte lors des championnats d'Asie de tir 2019.
Lors de la première journée des Jeux olympiques d'été de 2024, elle remporte la médaille d'argent en tir à la carabine à 10 m air comprimé mixte avec son compatriote Park Ha-jun, perdant en finale contre le duo chinois.

## Palmarès

### Jeux olympiques
- médaille d'argent en carabine à 10 m air comprimé mixte en 2024 à Paris,  France

### Championnats du monde
- médaille d'or en carabine à 10 m air comprimé par équipes en 2018 à Changwon,  Corée du Sud

### Championnats d'Asie
- médaille d'or en carabine à 10 m air comprimé mixte en 2019 à Doha,  Qatar